# Mahicao
Au Sénégal, le Musée d’Art et d’Histoire des Cultures d’Afrique de l’Ouest, abrégé en Mahicao, situé à Djilor Djidiack, à Fatick (région), est un musée privé fondé et dirigé par Reginald Groux, ancien marchand parisien et professeur à l’Institut Supérieur des Carrières Artistiques. Il se donne pour objectif d'exposer « la richesse et de la diversité des cultures traditionnelles » d'Afrique de l'Ouest, selon le site du musée. La collection muséale compte environ cinq-cents cinquante pièces, datant du Néolithique jusqu'au milieu du vingtième siècle. 

## Objectifs
Le Mahicao se donne plusieurs objectifs, notamment éducatif, au-delà d'une exposition d'un passé figé ou d'une simple visite esthétique, quoique Reginald Groux accorde une certaine importance au plaisir de la visite. Ce musée s'adresse notamment aux populations locales et vise à leur conférer un sentiment de fierté culturelle et une volonté de protection du patrimoine. Le lieu choisi, jugé emblématique par son fondateur, est le village de naissance de Léopold Sédar Senghor. La muséographie ne connaît pas d'organisation ou de classement par ethnie dans un but de fédérer : le fondateur déclare valoriser plutôt le savoir-faire artisanal. Jean-Paul Barbier Mueller, qui dirige un musée à Genève, inspire la création du musée. Son fondateur, Reginald Groux, est un marchand d'art qui exerce dès après son baccalauréat. Il souhaite montrer que l'Afrique est riche en accomplissement. La mise en œuvre de son musée dure dix ans et coûte un million d'euros. La collection est donnée à Aïda Diome, son épouse.  
Sur le site internet du musée, le fondateur retrace l'histoire de l'art traditionnel africain et l'analyse pour expliquer la création du musée. Dans les années 1970, sa passion pour l'art africain n'est pas prise au sérieux, et c'est à la fin du vingtième siècle que ces arts sont mieux considérés par les Occidentaux (et non seulement par quelques collectionneurs ou marchands d'art). Il estime que les chefs-d'œuvre ne suffisent pas à représenter les cultures dans leur ensemble, le musée compte d'ailleurs des objets modestes ou quotidiens. 
Ce musée, situé en Afrique, se présente aussi comme solution à la question du pillage d'œuvres et aux querelles qui y sont liées
. Dans un entretien accordé au journal Le Monde, Reginald Groux déclare ainsi que le musée aspire à rendre l'Histoire de l'Afrique aux Africains, et augmenter la valeur culturelle des objets exposés. Le symbolisme des objets et les traces d'une métallurgie antérieure à celle de la France (ce qui s'oppose à l'idée, répandue, que les Africains n'ont rien inventé) sont valorisés. L'esthétique de ce musée s'oppose à celle, guerrière, des colons, pour privilégier une approche ethnographique. 
L'Académie diplomatique africaine cherche à ouvrir d'autres musées en Afrique en s'inspirant du Mahicao. Pour Réginald Groux, il s'agit aussi d'approfondir sa lecture de l'art d'Afrique subsaharienne. Le musée s'éloigne ainsi d'une conception européocentriste.

## Collections
La collection, qui comporte environ cinq-cents pièces, se compose notamment d'objets archéologiques, d’objets cultuels, de masques (par exemple, des masques Tyi Wara en bois et de statues, de bijoux traditionnels, de textiles, de costumes anciens. Appuis-nuques, statues (notamment de colons), objets archéologiques (en métal, terre cuite, pierre, et des récipients dans d'autres matériaux), objets magiques, objets quotidiens, instruments de musique, bijoux et parures, masques et statues en métal, objets textiles et autres objets non classés sont exposés. D'après le fondateur, il est rare de pouvoir retracer l'histoire complète d'un objet. Une exception en est un poteau sculpté d'Ebanza, case initiatique du Bwitti, élément social gabonais, trouvé au Gabon. Le plus ancien objet est un outil préhistorique, biface saharien en pierre taillée. Un trône ibo du Nigeria, des représentations d'antilopes, appartiennent aussi à la collection. Certaines pièces furent trouvées dans le désert par Reginald Groux, d'autres, achetées.

## Question de la restitution des biens culturels
La question, polémique et suscitant des querelles, de la restitution des biens culturels est, selon le directeur du musée, mal posée. Le terme restitution implique une faute commise, ce qui peut être le cas, lorsque des vols furent commis. Cependant, les premières expositions d'artisanat et d'art africains en Occident n'ont pas pour objectif de piller l'Afrique, mais de montrer, dans une optique de mission civilisatrice, de présenter l'Afrique comme une sauvage opposition de tribus (ce qui se traduit encore dans les classements muséographiques par ethnie). Le regard porté sur cet art est péjoratif. Les peintres occidentaux Derain, Vlaminck et Pablo Picasso, dans ses Demoiselles d'Avignon dont le cubisme est inspiré de l'art traditionnel africain, modifient ce regard par leur intérêt. Dans les années 1920, cet intérêt augmente en Europe, mais en Afrique, sous la colonisation, il diminue et l'art traditionnel perd de sa valeur. Le fondateur du musée nie l'existence d'un pillage généralisé et organisé, la perte résultant de guerres et de l'absence, selon lui, de notion de patrimoine en Afrique (dans la mesure où la volonté de conserver et de collectionner n'y est pas présente). 
Au-delà de la repentance, le directeur du musée propose donc de développer la fierté d'être Africain (plutôt que membre d'une ethnie africaine). Rendre des œuvres à l'Afrique est d'après lui une démarche louable, mais insuffisante : il convient de développer des musées en Afrique,. 

## Tourisme
Le musée compte un jardin, un restaurant (le Miam-Miam, tenu par Aïda Diome, l'épouse du fondateur, et servant des plats sénégalais et français), une bibliothèque (notamment pourvue de livres pour enfants) et une salle de prière pour les visiteurs musulmans. La surface muséale est de cinq-cents mètres carrés. L'architecture du bâtiment est soudanaise. Les œuvres sont expliquées dans le musée, les visites peuvent être guidées par une guide qualifiée. 